# Palacio de la condesa de Casares
El Palacio de la condesa de Casares se encuentra situado en la localidad de Salas en el concejo asturiano del mismo nombre.
Es una casona o palacio rural del siglo XVII de grandes dimensiones con lagar y capilla.
Posee un patio interior con galerías.
El palacio está protegido bajo dentro del Conjunto Histórico de la Villa de Salas.
- Datos: Q106618002